# Monique Deland
Pour les articles homonymes, voir Deland (homonymie).
Monique Deland est une écrivaine québécoise, née à Montréal en 1958. Elle est poète, critique littéraire, essayiste, professeure et artiste visuelle.

## Biographie

### Études
Elle fait d'abord des études en arts visuels (Université Concordia 1977-1980), avant de s'orienter davantage vers la littérature. Après avoir enseigné les arts durant près de vingt ans, elle poursuit des études de maîtrise et de doctorat en littérature à l'Université du Québec à Montréal, de 1993 à 2002. En 1998, l’université lui décerne le Prix Québec-Amérique pour le meilleur mémoire de maîtrise en création littéraire déposé à l’UQAM.

### Enseignement
Elle enseigne les arts au niveau secondaire de 1978 à 1995, et ensuite la littérature à l'UQAM et au Cégep de Saint-Laurent.

### Premier livre de poésie
En 1994, elle publie son premier livre de poésie, Géants dans l’île, aux défuntes Éditions Trois dirigées par Anne-Marie Alonzo (1951-2005), et le livre remporte le Prix Émile-Nelligan remis à un poète de 35 ans et moins. Ses livres de poésie subséquents sont publiés aux Éditions du Noroît.

### Œuvre poétique
Écrite au « je », son œuvre poétique s’inscrit dans le sillage des écritures de l’intime. La mort, le deuil et la perte en constituent la toile de fond. Son travail aborde entre autres les liens familiaux (autant du point de vue de la fille, que de la sœur ou de la mère) et les effets délétères de la violence domestique. Sa manière narrative utilise en contrepoint la théorie des sciences (géologie, astrophysique et physique quantique) pour mettre en perspective l’histoire personnelle, dans un va-et-vient qui multiplie les pistes de lecture.

### Œuvre critique et essayistique
Elle est  critique littéraire de poésie dans diverses revues de littérature québécoise. Depuis 1995, elle a signé plus d’une centaine de commentaires critiques de fond (souvent d’une dizaine de pages chacun) portant sur des livres de poésie québécoise actuelle. Depuis 2018, elle tient une chronique de poésie régulière dans les pages de la revue Estuaire, où elle a été membre du comité de rédaction de 1999 à 2008, et coéditrice de 2003 à 2007. La SODEP (Société de développement des périodiques culturels québécois) lui a décerné son Prix d'excellence de la recension critique en 2022.
Elle a également publié quelques essais théoriques sur le processus créateur des artistes, aussi bien en littérature qu'en arts visuels.

### Associations
Elle est membre élue à l’Académie des lettres du Québec, depuis 2014, et membre de l'Union des écrivaines et des écrivains du Québec depuis 1995.

### À l'international
Son œuvre littéraire est reconnue en France, en Italie, en Irlande, en Espagne, en Allemagne et en Haïti. Hors Québec, elle l'est aussi en Ontario et au Nouveau-Brunswick. Ses poèmes sont traduits en anglais et en allemand.

### Arts visuels
Parallèlement à ses activités littéraires, elle continue de pratiquer les arts visuels, à travers le dessin et la peinture. Une douzaine de ses  œuvres picturales sont reproduites dans les pages de son plus récent livre, Noir de suie, Poèmes d'atelier.

## Œuvre

### Livres de poésie
- Géants dans l'île, Laval, Éditions Trois, coll. « Topaze », 1994, 114 p.  (ISBN 2920887629) Réimpressions 1996, 1999 et 2004. Épuisé.
- L'intuition du rivage, Montréal, Éditions du Noroît, 2000, 117 p.  (ISBN 2890184439)
- Le nord est derrière moi, Montréal, Éditions du Noroît, 2004, 104 p.  (ISBN 2890185346)
- Miniatures, balles perdues et autres désordres. Montréal, Éditions du Noroît, 2008, 104 p.  (ISBN 9782890186002)
- Géologie des corps surpeuplés, Montréal, Éditions du Noroît, 2011, 100 p.  (ISBN 9782890187160)
- La nuit, tous les dieux sont noirs, Montréal, Éditions du Noroît, 2014, 128 p.  (ISBN 9782890188976)
- J'ignore combien j'ai d'enfants, Montréal, Éditions du Noroît, 2018, 176 p.  (ISBN 9782897661304)
- Noir de suie, Poèmes d'atelier, Montréal, Éditions du Noroît, 2023, 136 p.  (ISBN 9782897661304 et 9782897664121)

### Critiques de poésie

#### Pour la revueTrois: de 1995 à 1999
→ Sur l'œuvre des poètes : Rachel Leclerc, Jean-Marc Desgent, Marc André Brouillette

#### Pour la revueEstuaire: de 1999 à 2008
→ Sur l'œuvre des poètes : Louise Dupré, Rachel Leclerc, Joël Des Rosiers, Alexis Martin, Martine Audet, Pierre Ouellet, Normand de Bellefeuille, Ollivier Dyens, Élise Turcotte, Gilles Cyr, Pierre Barrette, Tania Langlais, Jean-Marc Desgent, Alexis Lefrançois

#### Pour la revueMœbius: de 2008 à 2015
→ Sur l'œuvre des poètes :  Roger Des Roches, Kim Doré, Hélène Dorion, Pierre Nepveu, Simon Dumas, Alexis Lussier, François Turcot (2X), Chantal Neveu (2X), Paul Chanel Malenfant, Jean-Marc Desgent (2X), Francis Catalano,  Marie-Josée Charest, Carole David, Danielle Fournier, Pierre Nepveu, Jean-François Poupart, Philippe More, Benoit Jutras, Patrick Lafontaine, Louise Dupré, Carole Forget, Antoine Boisclair, Catherine Harton, René Lapierre, Jacques Ouellet

#### Pour la revueLes écrits: de 2014 à 2018
→ Sur l'œuvre des poètes : Paul Chanel Malenfant, France Mongeau, Pierre Nepveu, Louis-Philippe Hébert, Joël Pourbaix, Antoine Dumas, Marie-André Gill, Rosalie Lessard, Louise Dupré, René Lapierre, Chantal Neveu, Michaël Trahan

#### Pour la revueEstuaire: de 2018 à aujourd’hui
→ Sur l'œuvre des poètes :  Denise Desautels, Catherine Harton, François Charron, Francis Catalano, Nicolas Lauzon, Sarah Brunet Dragon, Carole David, Jean-Marc Desgent, François Hébert, Martin Thibault, Maude Pilon, Pierre Nepveu, Normand de Bellefeuille, Renée Gagnon, Virginie Savard, Jean-Philippe Bergeron, Tania Langlais, Anne-Marie Desmeules, Rosalie Lessard, Mikalle Bielinski, Marie-Ève Comtois, Kariane Trudeau Beaunoyer, Patrick Roy, Élise Turcotte, Hugues Corriveau, Carole David, Frédéric Dumont, Alycia Dufour, Chantal Neveu, Anne-Marie Desmeules, Louise Dupré, Roxane Desjardins, Jean-Philippe Bergeron, Nelly Desmarais, Marie-Hélène Voyer, Jacques Brault, Annie Landreville, Robert Dion, Marise Belletête, Tania Langlais

### Essais
Depuis 1997, elle a publié une douzaine de textes sur le processus créateur (en poésie comme en art visuel) : dans la revue Les écrits (de l'Académie des lettres du Québec) ; aux Éditions du Noroît (collection « Chemins de traverse) » ; dans L'atelier de l'écrivain sous la direction d’Interligne, Figura (Centre de recherche sur le texte et l’imaginaire, UQAM) ; dans la revue Estuaire (collection « Essai ») ; et dans les publications de la Galerie d’art L’espace contemporain, entre autres.

### Livres d'artiste
- 2005 : L’intuition du rivage, avec huit œuvres du photographe Jean-Pierre Beaudin, Éditions du Silence.
- 2009 : Ombres en exil, avec des œuvres de la peintre québécoise Hélène Roy, Éditions Hélène Roy.
- 2014 : Nautilus. avec des œuvres de différents artistes, conçu par Denis Charland, Éditions Art Le Sabord.
- 2023 : Tandem, À l'encre bleue, avec des œuvres de Marie-Jeanne Decoste,  (ISBN 978-2-924454-13-8)

## Prix

### Prix de poésie
- 1975 : Premier Prix de poésie de la Société des Écrivains canadiens (pour un recueil de textes de jeunesse non publiés)
- 1992 : Prix Parrainage - UNEQ catégorie « poésie » (pour Sourcière, Brèves littéraires, vol. 7, nos 1-2)
- 1993 : Premier Prix de poésie du Cercle littéraire des Basses Laurentides (pour Ta présence à peine)
- 1993 : Grand Prix de Poésie Le Noroît (pour Ta présence à peine, Brèves littéraires, vol. 9, nos 2-3)
- 1995 : Prix Émile-Nelligan (pour Géants dans l’île, Éditions Trois)[16]
- 2009 : Prix Alain-Grandbois (pour Miniatures, balles perdues et autres désordres, Noroît)
- 2010 : Prix Félix-Antoine-Savard du Festival international de la poésie (pour Tu divises l’espace, Mœbius, no. 123)
- 2019 : Grand Prix Québecor du Festival international de la poésie (pour J'ignore combien j'ai d'enfants)[17]

### Prix de recension critique
- 2022 : Prix d'excellence de la SODEP (pour L'art magistral du décalage publié dans la revue Estuaire no. 184)[18]

### Prix académique
- 1998 : Prix Québec-Amérique, meilleur mémoire de maîtrise en création littéraire déposé à l’UQAM (pour Rivages, Pour une esthétique de l’ambivalence)

## Nominations

### Finaliste (prix de recension critique)
- 2024 : Finaliste au Prix d'excellence de la SODEP, recension critique (pour « Combattre en douceur. Louise Dupré, Exercices de joie »), publié dans la revue Estuaire, no. 189[19]

### Finaliste (prix de poésie)
- 1993 : Mention au Prix Alphonse-Piché (pour Ta présence à peine, publié dans Brèves littéraires, vol. 9, nos 2-3)
- 2010 : Finaliste au Prix de la Bande à Mœbius (pour Tu divises l’espace, publié dans la revue Mœbius, no. 123)
- 2010 : Finaliste au Prix de poésie Terrasses Saint-Sulpice (pour Miniatures, balles perdues et autres désordres)
- 2012 : Finaliste au Prix Louis-Guillaume, en France (pour Géologie des corps surpeuplés)
- 2013 : Finaliste au Prix d'excellence de la SODEP, création / poésie (pour Infinies fins du monde, publié dans la revue Les écrits, no. 135)
- 2015 : Finaliste au Grand Prix du livre de Montréal (pour La nuit, tous les dieux sont noirs)[20]